# Polenta

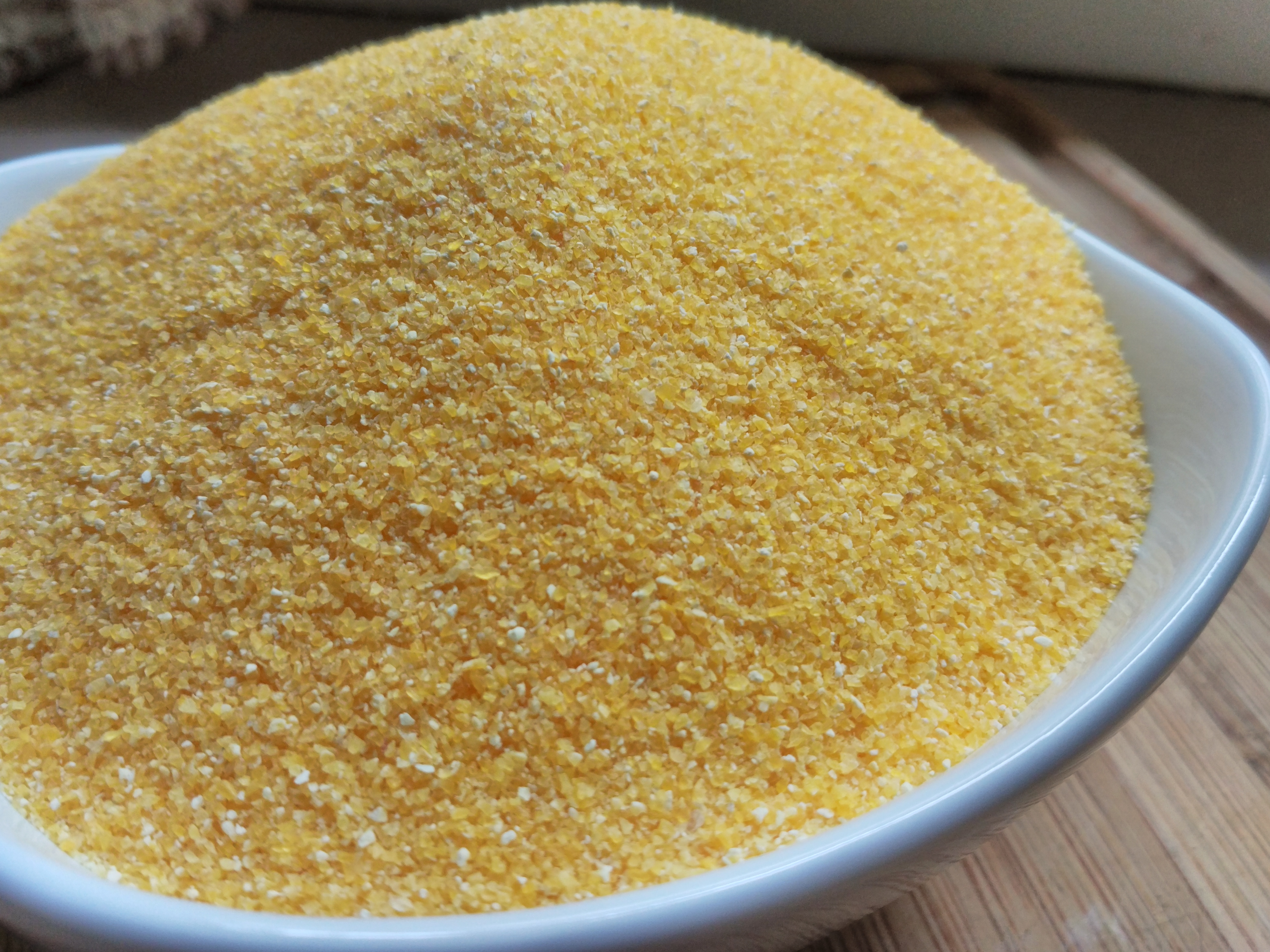
Polenta.

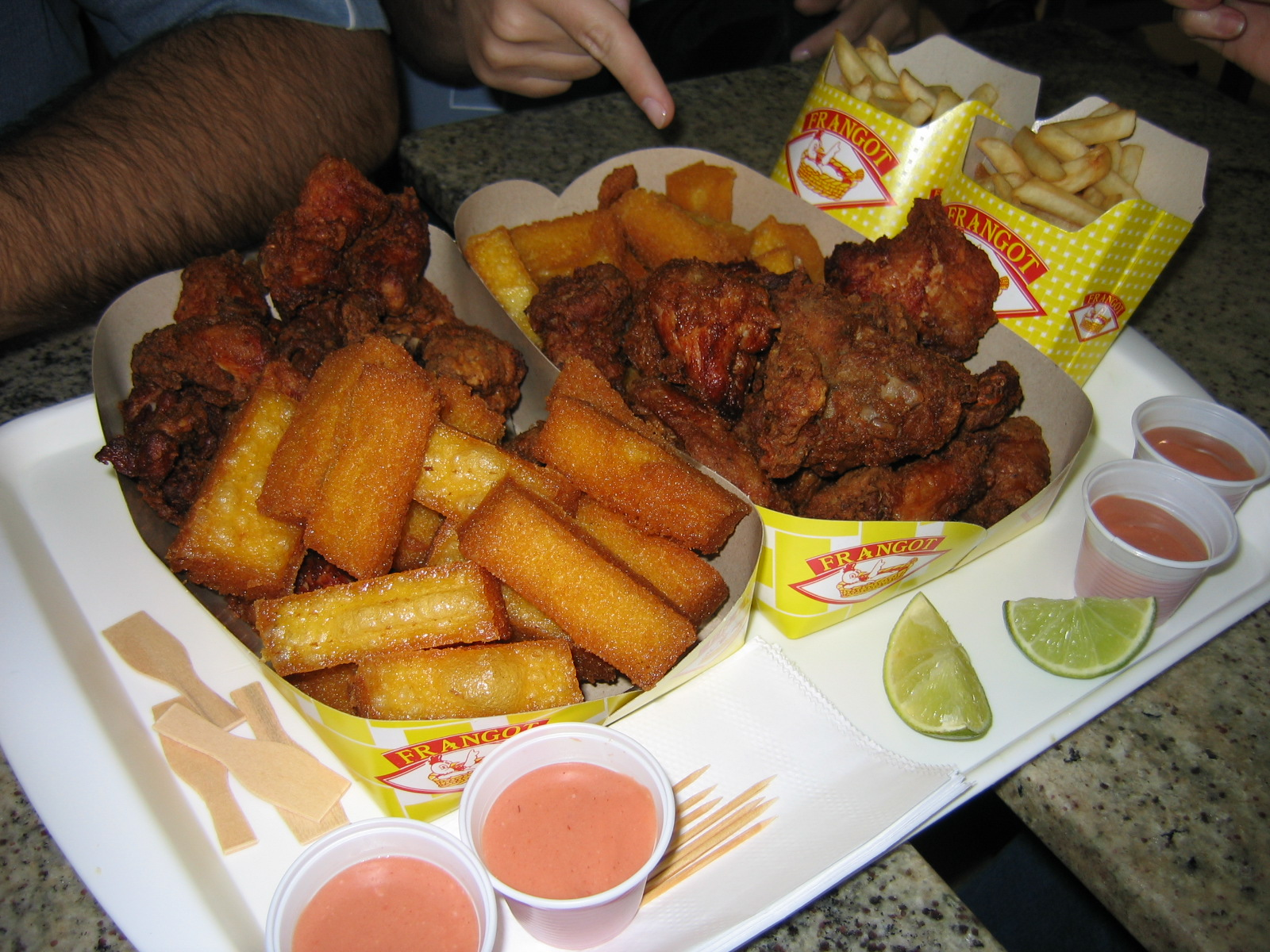
Polenta fregida (a l'esquerra), amb pollastre i creïlles

La polenta són unes farinetes de farina de dacsa (blat de moro, moresc o panís) que es mengen al nord d'Itàlia.

## Distribució actual
Actualment la polenta és un aliment molt difós en altres zones d'Europa, com Àustria, Bòsnia, Croàcia, Eslovènia, Suïssa, així com a Còrsega, Savoia i Niça al sud de França. A Romania era fins al segle passat el menjar per excel·lència dels pagesos.
També és un plat molt consumit a l'Argentina i Uruguai, els estats de Rio Grande do Sul, Santa Catarina, Paranà i Sao Paulo al sud del Brasil; així com —especialment en temporades fresques— al Paraguai, Mèxic i fins i tot Veneçuela (on se li dona el nom de funche).

## Etimologia
L'etimologia deriva de la paraula llatina puls, una espècie de potatge realitzat amb farina de sègol o amb farro, un molt antic antecedent del blat. De la paraula llatina far o farris en deriva la paraula farina i el mot farro, l'equivalent català de la polenta italiana.
Ja en l'antiguitat italiana era molt comuna el seu consum, mentre que els grecs preparaven un potatge semblant a partir de la farina d'ordi. En temps de l'Imperi Romà ja es coneixia amb el nom pulmentum, i després d'allí pulenta, aquest plat que era un dels principals aliments de les legions romanes. Les farinetes, amb el nom de polenta o d'altres, es mengen des de llavors a tota la conca mediterrània.

### Orígens
L'evolució de la polenta és encara més extensa en el temps i amb majors variacions, inicialment es preparava amb herbes i des de l'Imperi Romà es va fer més comú preparar-la amb farina de blat, la flor de la qual s'anomenava pullen.
Va ser després de 1492, amb els viatges de Cristòfor Colom, que és que es fa conèixer a Europa un ingredient que seria típic de l'actual polenta: la farina de dacsa. La difusió i acceptació de la dacsa entre els europeus va ser bastant lenta. A Itàlia el cultiu de dacsa es va començar a generalitzar a mitjan segle xvii i açò principalment en la zona Nord on el règim de pluges va facilitar el conreu d'aquest cereal.

## Tipus
Actualment es distingeixen tres classes de polentes a Itàlia: la polenta groga realitzada amb farina de dacsa, la polenta blanca realitzada amb farina de castanya i les polentes dites "fosques" realitzades amb fajol. D'aquestes tres la més difosa és la primera, o siga la polenta de farina de dacsa.
Al nord d'Itàlia es coneixen diverses varietats de polenta groga, com l'adobada, la més sòlida, freqüentment amb una crosta a causa del torrat, la polenta untuosa, la polenta i amb formatge gorgonzola, la polenta amb bolets, amb missultin (un peix de la vora del llac de Como), la polenta taragna, etc.
De la mateixa manera la seua densitat varia segons la regió: al Vènet i al Friuli (on es consumeix amb sanganè) és molt consistent, mentre que als Abruços és bastant cremosa. Al Vènet és comuna la polenta amb ocells, com tords o pit-roigs.
La polenta taragna és una recepta típica de la cuina valtellinesa (a les fronteres de la Llombardia amb el cantó suís dels Grisons); el seu nom deriva del tarai un llarg bastó usat per a remoure-la dins de les paelles de bronze. Com altres polentes de la regió alpestre de Llombardia (el mateix que la polenta vuncia) es prepara amb una barreja de fajol que li confereix un típic color fosc. A diferència del que es fa amb la polenta vuncia o uncia, en la polenta taragna s'hi afegeix el formatge durant la cocció.

## Usos
En el Trentino meridional és comú fer la polenta amb l'afegit de creïlles i altres ingredients que li enriqueixen el sabor. Per a fer aquesta "polenta di patate" és suficient coure en aigua bullent algunes patates fraccionades en poals o rodanxes, quan s'ablaneixen prou les hi pica dins de l'olla o casserola i se li afig a gust la farina de dacsa, cap a la fi de la cocció es poden afegir trossos de salame, formatge, ceba sofregida, etc. (Cadascú té la seua recepta personal).
A més de la forma de simple potatge, la polenta pot servir-se rostida o fregida o fornejada constituint llavors quasi una espècie de pa.
A causa de la gran migració d'italians a l'Argentina, ocorreguda entre la segona meitat de s. XIX i la primera meitat de s. XX, la polenta de dacsa va passar a ser un dels plats populars argentins, un dels principals plats constituents de la gastronomia argentina. En aquest país es consumeix principalment durant els mesos freds, sent la manera més comuna de la seua preparació aquella en la qual és acompanyada per tuco i formatge ratllat (tipus parmigiano o tipus reggiano), la hi sol preferir bastant consistent (de tal manera que moltes vegades les porcions per a cada comensal es puguen tallar amb un "piolín" -cordell molt prim-) polenta amb formatge port salut o cremós o la simple polenta la salsa de la qual és sagí fos i amanida, aquesta polenta amb tal simple salsa és dita "tigraña" potser perquè el sagí cuinat aplicada sobre la polenta produeix en la preparació un motejat que recorda a la pell d'un tigre, encara que certament que l'etimologia primera de "tigraña" deriva de la valtellinense polenta taragna.
Plat en els seus orígens molt econòmic i molt rendible se li va considerar "cuina de pobres", de manera que si els italians del nord apostrofaven amb el malnom de "mangia-maccheroni" (menja-macarrons) als del sud, aquests els deien als del nord amb la paraula pejorativa: "pulentuni" ("polentons", és a dir, menjadors de polenta). Açò ja quasi ha passat a ser una anècdota de la història a causa del fet que el consum de polenta s'està revaloritzant.
Aliment amb gran aporte calòric i molt ric en les vitamines del complex B, se li ha adjudicat la propietat de ser un gran vigoritzant [[#NOTA|]], açò explica que a l'Argentina, metàfora mitjançant, es diga col·loquialment "tenir polenta" al fet de ser fort, i donada les connotacions positives que ha obtingut la paraula "polenta" es diga d'una persona que és "polenta" quan és simpàtica, amigable.
Actualment es va represtigiant aquest menjar gràcies a elaboracions més exquisides (afegit de fongs, diferents formatges, etc.).
En les costes del mar Adriàtic i en l'interior de Croàcia i Bòsnia se li diu palento o pura, a Còrsega -i familiarment a l'Argentina- se li diu pulenta.

## Aliments similars

### Europa
- A Catalunya i el País Valencià un plat similar és el farro i a Occitània les milhes.
- En el País Basc es realitza unes farinetes dolces bullint aigua amb farina de dacsa i afegint llet i sucre, denominada morokil.
- En Romania i Moldàvia és plat nacional un preparat molt semblant a la polenta de dacsa, tal plat es denomina mamaliga i es cuina en recipients de ferro dits ceaun.
- En l'interior de Croàcia es coneix un plat molt similar al com se li dona el nom de žganci.
- En els països de parla anglesa els potatges sobre la base de la dacsa solen ser dits hominy.

### Àfrica
- A Sud-àfrica comunament es diu "mealie pap" a una preparació semblant i en swahili, a Àfrica Oriental i Meridional, amb el nom de ugali.
- A Zàmbia existeix la nshina, en Zimbàbue la sadza, en gran part d'Àfrica els potatges sobre la base de la dacsa són dits "fufu", en algunes illes del Carib es coneixen preparats d'origen africà com el cou-cou de Barbados o el funjie de les Illes Verges.
- A Angola i altres països africans de llengua portuguesa (Cap Verd, Guinea Bissau, etc.) es diu Funge.

### Amèrica
En les àrees rurals del Con Sud existeix la fariña, farina feta amb mandioca, ja a finals del s. XVIII els gautxos -especialment els de les zones del nord-est- solien dur quan viatjaven tal fariña i preparar amb ella un senzill potatge molt semblant a la polenta, potatge que arribava a tenir la consistència del pa i els podia ser succedani en les zones de camp.

## Excessos
La polenta de dacsa, com tots els preparats sobre la base de dacsa comuna, presenta els seus problemes si és menja en excés, una desproporcionada dieta sobre la base de la dacsa facilita la pel·lagra i, per afectar el metabolisme del ferro, pot provocar certs graus d'anèmia; altres riscos provenen de les micotoxines secretades per fongs paràsits, així com de les aflatoxines carcinògenes derivades dels piràlids. Aquests riscos, si s'observen objectivament només es donen, com s'ha assenyalat, quan la dacsa -i els seus derivats- és consumida amb excés i sense prou higiene (la nixtamalització de la dacsa redueix d'una manera gairebé total el risc de pel·lagra, i la prevenció orgànica contra els piràlids els riscos de les aflatoxines).